# Pouillon, Landes

Pouillon este o comună în departamentul Landes din sud-vestul Franței. În 2009 avea o populație de 2.827 de locuitori.

## Evoluția populației
| An        | 1975  | 1982  | 1990  | 1999  | 2006  | 2009  |
| --------- | ----- | ----- | ----- | ----- | ----- | ----- |
| Populație | 2.425 | 2.477 | 2.596 | 2.685 | 2.746 | 2.827 |